# 토미노 요시유키
토미노 요시유키(일본어: 富野 由悠季 도미노 요시유키[*], 1941년 11월 5일 ~, 본명: 富野 喜幸 )는 일본의 애니메이션 감독 및 소설가이다.

## 약력
카나가와 현 오다와라시 출신, 니혼 대학 예술학부 영화학과를 졸업하였다.
1964년에 일본 최초의 연속 TV 애니메이션인 철완 아톰의 제작에 참가하는 등, 일본의 TV 애니메이션계를 그 초창기부터 알고 있는 몇 안되는 인물로, 일본을 대표하는 애니메이션 감독 가운데 한 사람이다. 그의 작품들은 대체로 평화(平和)와 반전(反戰)을 내세우는 걸로 유명하다.
대표작으로는 기동전사 건담, 전설거신 이데온, 전투메카 자붕글, 성전사 단바인, 중전기 엘가임 등이 있고, 2000년대는 오버맨 킹게이너, 기동전사 Z건담 극장판 등의 감독을 맡았다.

## 감독 작품

### TV 애니메이션
- 바다의 트리톤(1972년)
- 세느강의 별(1975년)
- 용자 라이딘(1975년)
- 무적초인 점보트3(1977년)
- 무적강인 다이탄3(1978년)
- 기동전사 건담(1979년)
- 전설거신 이데온(1980년)
- 전투메카 자붕글(1982년)
- 성전사 단바인(1983년)
- 중전기 엘가임(1984년)
- 기동전사 Ζ 건담(1985년)
- 기동전사 건담 ΖΖ(1986년)
- 기동전사 V 건담(1993년)
- 브레인 파워드(1998년)
- ∀ 건담(1999년)
- 오버맨 킹게이너(2002년)

### 극장 애니메이션
- 기동전사 건담 I(1981년)
- 기동전사 건담 II : 슬픈 전사(1981년)
- 기동전사 건담 III : 해후의 우주(1982년)
- 전설거신 이데온 : 접촉편(1982년)
- 전설거신 이데온 : 발동편(1982년)
- 기동전사 건담 : 역습의 샤아(1988년)
- 기동전사 건담 F91(1991년)
- ∀ 건담 : 세계광
- ∀ 건담 : 월광접
- 기동전사 Ζ 건담 I: 별을 잇는 자(2005년)
- 기동전사 Ζ 건담 II: 연인 들(2005년)
- 기동전사 Ζ 건담 III: 별의 고통은 사랑(2006년)